# Заячевка
Заячевка (укр. Заячівка) — село в Поворской сельской общине Ковельского района Волынской области Украины.
Код КОАТУУ — 0722187403. Население по переписи 2001 года составляет 150 человек. Почтовый индекс — 45050. Телефонный код — 3352. Занимает площадь 0,963 км².